# Anaa (Grönland)
Anaa [aˈnaː] (nach alter Rechtschreibung Anâ) ist eine wüst gefallene grönländische Siedlung im Distrikt Ilulissat in der Avannaata Kommunia.

## Lage
Anaa liegt auf dem grönländischen Festland am Südufer des Fjords Torsukattak. Der nächstgelegene heute noch bewohnte ist Qeqertaq, das sich 27 km westlich befindet.

## Geschichte
Über Anaa ist nur wenig bekannt. Der Ort existierte 1883 noch nicht. Es ist überliefert, dass der in Anaa lebende Jäger und Leser Vittus Petersen seine Jagdbeute in Qeqertaq verkaufen wollte, statt in Ataa. Daraus ist zu schließen, dass der Wohnplatz damals zur Gemeinde Ataa gehörte. Am 26. September 1900 beschäftigte sich das Forstanderskab von Ilulissat mit der Angelegenheit und lehnte den Wunsch ab. Auf einer Karte von 1918 ist Anaa nicht mehr als bewohnter Ort eingetragen, woraus zu schließen ist, dass der Wohnplatz zu diesem Zeitpunkt bereits wieder verlassen war. Allerdings verläuft die Grenze zwischen den Kolonialdistrikten Ritenbenk und Jakobshavn so, dass Anaa nicht mehr zu Ataa gehört hatte, sondern wohl zu Qeqertaq.